# Abadia de Murbach
L'abadia de Murbach és situada a Alsàcia, en el fons de la vall de Guebwiller, als Vosges, després del municipi de Buhl, en una bifurcació que porta al municipi de Murbach. Des d'aquest indret són visibles les dues altes torres de gres, vestigis d'una cèlebre abadia romànica. L'abadia es trobava entre les més riques i les més influents del Sacre Imperi Romanogermànic.
Pirmí de Reichenau va trobar aquesta petita vall encaixonada propícia per al passeig i la meditació, per la qual cosa el 727 va decidir fundar-hi un monestir sota la protecció del comte Eberhard von Egisheim, i que amb els anys es convertiria en una de les abadies benedictines més influents de la regió. Aquesta exercia la seva influència sobre més de 300 localitats dels voltants. Els abats, que procedien de bones famílies, posseïen mines, una biblioteca impressionant i encunyaven la seva pròpia moneda. La gent del poble solia emprar la frase: "Més orgullós que el gos de Murbach". I és que el blasó de l'abadia, sobre la clau de volta del porxo d'entrada, representa un llebrer negre disposat a abalançar-se sobre la seva presa, símbol de la noblesa dels clergues.

## L'església abacial Saint-Léger

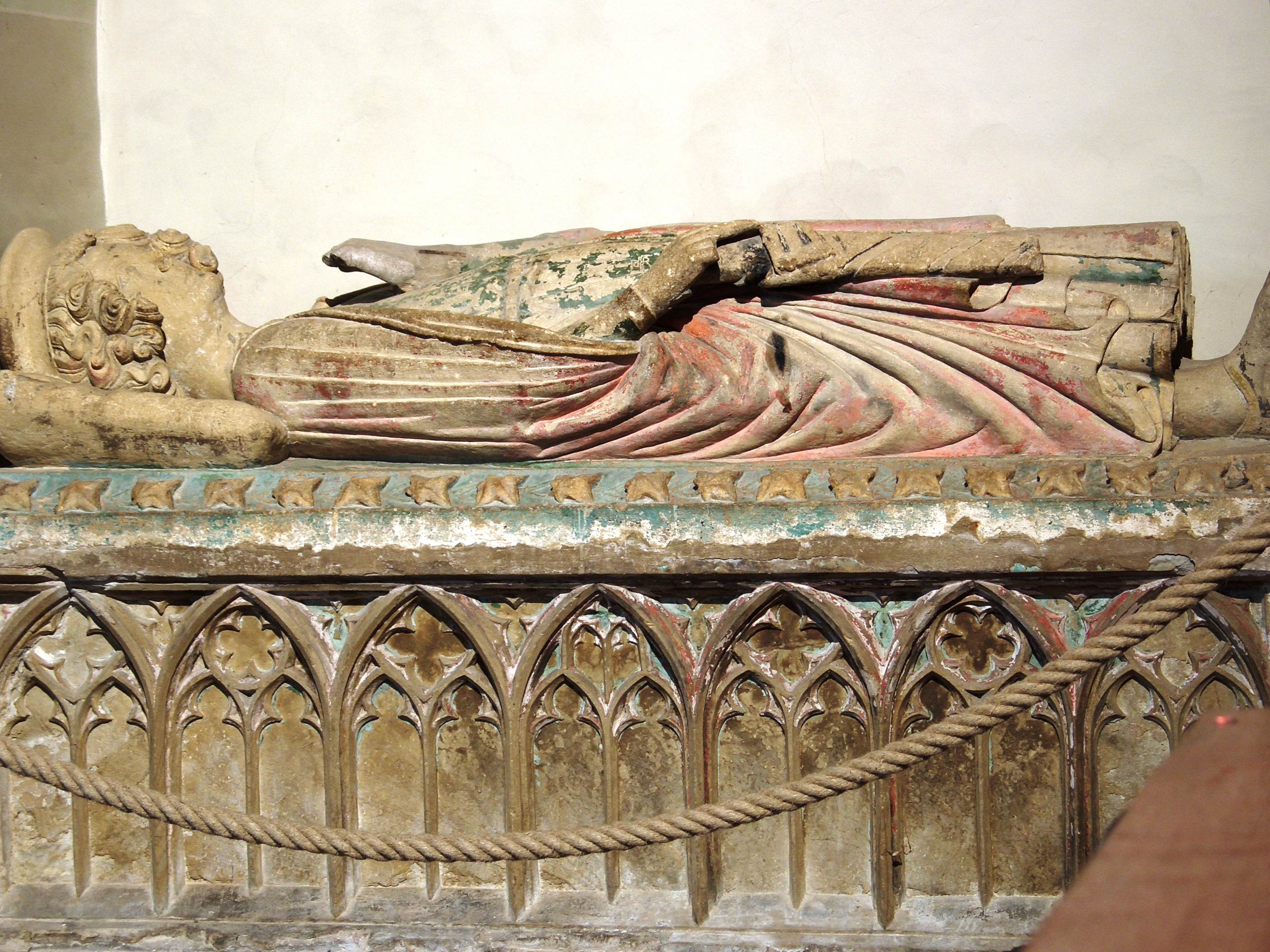
L'estàtua jacent del comte Eberhard

L'església abacial de Murbach és considerada com una de les grans obres mestres de l'art romànic renà. Va ser construïda a mitjan segle xii i va ser consagrada el 1216 pel bisbe de Bâle, Heinrich, en honor de la Trinitat, de la Santa Creu, de la Verge Maria i de sant Léger.
Les tres naus van ser enderrocades el 1738, per tal de deixar-hi lloc a un edifici barroc que no es va arribar a fer. L'església abacial va esdevenir església parroquial de Murbach el 1760.
Ha estat restaurada en diverses ocasions, la darrera entre 1981-1986. Al final d'aquesta última restauració, l'església ha rebut dues noves portes en bronze i tres noves campanes. La capçalera és la part més remarcable de l'edifici. El seu mur està rematat per escultures disposades aparentment en fantasia en l'ampli triangle de sobre. Després, una galeria de 17 columnes diferents estan disposades sobre dos pisos de finestres.

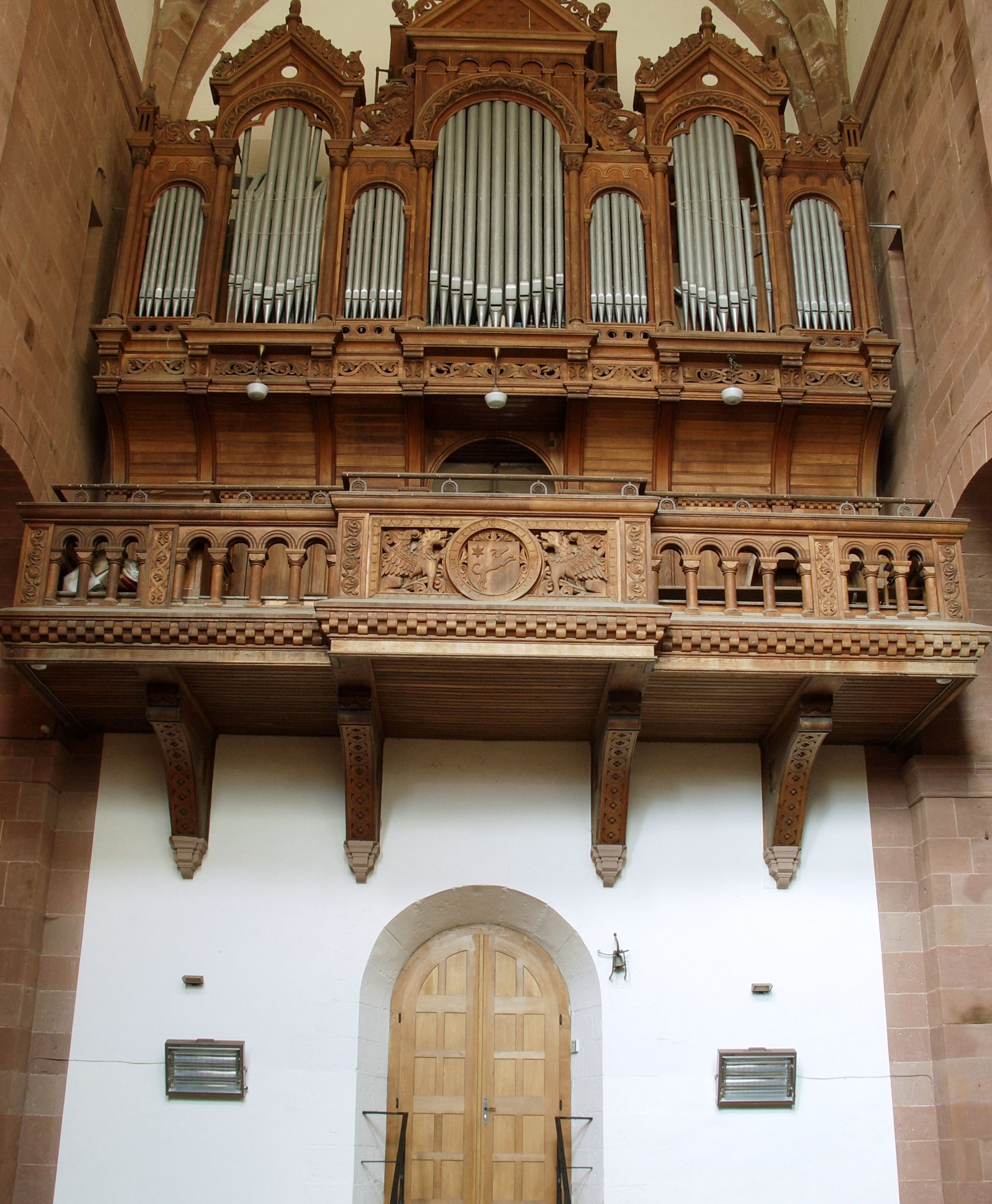
L'orgue

A l'interior, s'hi troba el sarcòfag de set monjos morts pels hongaresos el 926, l'estàtua jacent del comte Eberhard (segle xiv) i un orgue.